# Billy Kolinske
William „Billy“ Kolinske (* 6. August 1986 in Big Bend, Wisconsin) ist ein ehemaliger US-amerikanischer Beachvolleyballspieler.

## Karriere
Kolinske spielte zunächst Basketball bei den Warhawks an der University of Wisconsin-Whitewater. Seit 2011 spielte Kolinske Beachvolleyball auf der US-amerikanischen AVP Tour. Seine ersten Turniere auf der FIVB World Tour hatte er 2015 an der Seite von Casey Jennings. 2017 gewann er an der Seite von Miles Evans das NORCECA-Turnier in Punta Cana. 2022 gewann er mit Evan Cory das NORCECA-Turnier in La Paz.

## Privates
Billy Kolinske ist seit 2020 mit der Beachvolleyballerin Kelley Kolinske verheiratet. Die beiden haben seit 2024 einen Sohn.